# Spencer Jones (baloncestista)
Spencer Keith Jones (Roeland Park, Kansas, 14 de junio de 2001) es un baloncestista estadounidense que pertenece a la plantilla de los Denver Nuggets de la NBA, con un contrato dual que le permite jugar además en su filial de la G League, los Grand Rapids Gold. Con 2,01 metros de estatura, juega en la posición de alero.

## Trayectoria deportiva

### Universidad
Jugó cinco temporadas con los Cardinal  de la Universidad de Stanford, en las que promedió 11,0 puntos, 4,1 rebotes, 1,2 asistencias y 1,0 robos de balón por partido. En 2023, formó parte del segundo mejor quinteto de la Pac-12 Conference, y terminó su carrera universitaria como el líder de todos los tiempos de la universidad en partidos jugados con 146 y triples con 315.

#### Estadísticas
| Año     | Equipo   | PJ  | PT  | MPP  | %TC  | %3P  | %TL  | RPP | APP | ROB | TPP | PPP  |
| ------- | -------- | --- | --- | ---- | ---- | ---- | ---- | --- | --- | --- | --- | ---- |
| 2019–20 | Stanford | 32  | 29  | 28.6 | .421 | .431 | .696 | 3.2 | .8  | .6  | .9  | 8.8  |
| 2020–21 | Stanford | 26  | 25  | 28.3 | .416 | .371 | .667 | 3.9 | 1.0 | 1.2 | .7  | 8.2  |
| 2021–22 | Stanford | 31  | 31  | 26.6 | .474 | .376 | .750 | 4.5 | 1.1 | .9  | .6  | 12.0 |
| 2022–23 | Stanford | 32  | 30  | 29.0 | .433 | .389 | .746 | 4.7 | 1.2 | 1.2 | .9  | 14.1 |
| 2023–24 | Stanford | 25  | 24  | 29.1 | .438 | .409 | .645 | 4.1 | 2.0 | 1.4 | .8  | 11.7 |
| Total   | Total    | 146 | 139 | 28.3 | .439 | .397 | .705 | 4.1 | 1.2 | 1.0 | .8  | 11.0 |

### Profesional
Tras no ser elegido en el Draft de la NBA de 2024, se unió a los Portland Trail Blazers para disputar la Liga de Verano de la NBA, y el 30 de julio firmó un contrato dual con los Denver Nuggets.

## Estadísticas de su carrera en la NBA

### Temporada regular
| Año     | Equipo | PJ | PT | MPP | %TC  | %3P  | %TL   | RPP | APP | ROB | TPP | PPP |
| ------- | ------ | -- | -- | --- | ---- | ---- | ----- | --- | --- | --- | --- | --- |
| 2024-25 | Denver | 20 | 0  | 6.3 | .324 | .059 | 1.000 | .9  | .3  | .3  | .3  | 1.3 |
| Total   | Total  | 20 | 0  | 6.3 | .324 | .059 | 1.000 | .9  | .3  | .3  | .3  | 1.3 |